# آریکا کین
آریکا کین یک هنرمند ضبط، ترانه‌سرا و تهیه‌کننده آمریکایی است که در یک خانواده موسیقایی متولد شده‌است. اولین آلبوم آریکا کین با نام خودش در ۲۳ فوریه ۲۰۱۰ منتشر شد. این آلبوم رکوردهای فروش دیجیتالی را به نام خود ثبت کرد.
کین یک مدافع حقوق زنان است. به عنوان یک ترانه‌سرا، موسیقی او بر توانمندسازی و الهام بخشیدن به زنان تمرکز دارد.

## آهنگ‌شناسی

### آلبوم‌های استودیویی
- آریکا کین (۲۰۱۰)
- ماده (۲۰۱۲)
- از طریق حجاب (۲۰۱۴)

### تک آهنگ‌ها
| سال  | ترانه           | موقعیت‌های نمودار | موقعیت‌های نمودار | آلبوم     |
| سال  | ترانه           | ایالات متحده     | R&B آمریکا       | آلبوم     |
| ---- | --------------- | ---------------- | ---------------- | --------- |
| ۲۰۱۰ | " اینجا با من " | -                | 69               | آریکا کین |
| ۲۰۱۰ | ۴ عاشقان        | -                | 90               | آریکا کین |